# Кумановски партизански одред
Кумановски народноослободилачки партизански одред (познат и под именом Скопско-Кумановски НОП одред) формиран је 26. јуна 1943. године у селу Пелинце. Основало га је 11 чланова КПЈ и СКОЈ−а из Куманова. Једна група прелази у редове Другог јужноморавског партизанског одреда, код села Братоселце. Друга група је 4. и 5. јуна 1943. извршила напад на железничку пругу северно од села Букаревац. Касније, 2. августа 1943. године, од ове две групе формиран је Кумановски одред. Командант је био Христијан Тодоровски Карпош, а политички комесар Бранко Павловић Уча.
Након што су борбе кренуле ка Македонији, Павловић је остао на територији јужне Србије, а Доне Филиповски је постављен за политичког комесара. До краја августа овај одред дејствовао је заједно са Јужноморавским НОП одредом у рејону Куманова и Криве Паланке. Дана 5. октобра 1943. водио је битку са бугарском војском код Манастира Карпин. Одред је 10. октобра преименован у Скопско-Кумановски одред, и подељен је у две чете. Прва чета дејствовала је на подручју Куманово-Кратово-Крива Паланка, а друга на Скопској Црној гори. Након што је одред достигао 100 људи, ушао је у састав Првог кумановског партизанског батаљона.

## Борци одреда
- Христијан Тодоровски Карпош, командант
- Борис Поцков, командант
- Благое Стефков, политички комесар
- Трајко Стојковски
- Јордан Цеков, командир чете
- Борис Милевски
- Ангел Мојсовски, командант Другог батаљона
- Методије Котевски